# Кавоварка

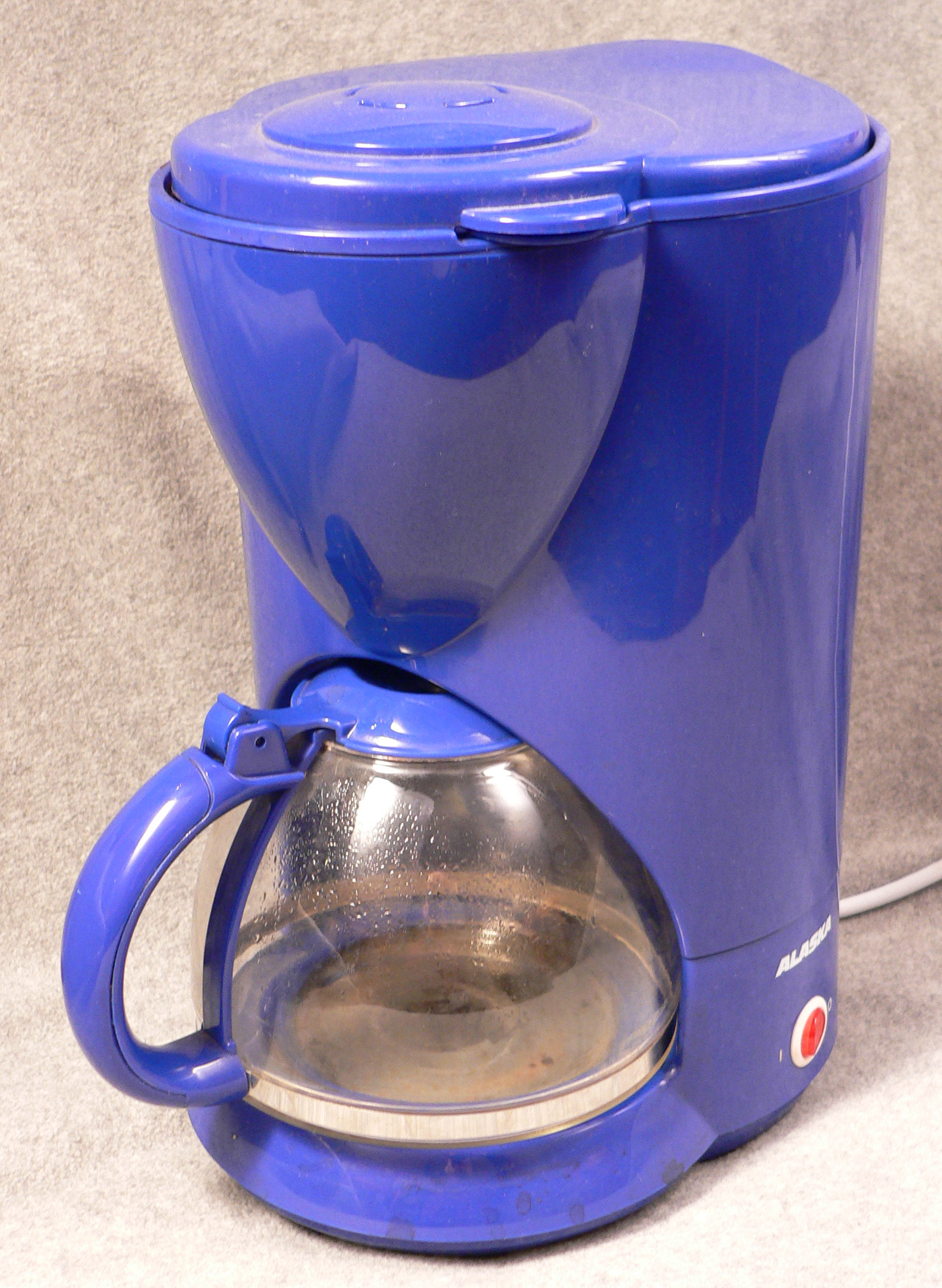
Електрична кавоварка.

Кавова́рка — пристрій для приготування кави, без необхідності кип'ятіння води в окремій ємності. Існують різні типи кавоварок, що використовують різні принципи приготування кави.
Класична кавоварка складається з наступних елементів:
- ємність з водою;
- помпа;
- «бункер» для зберігання кави і його автоматичної подачі в вузол перемелювання;
- вузол кавомолки;
- бойлер;
- крани для пари (від 1 до 2) і автоматичний капучинатор;
- ємність збору використаного порошку кави;
- піддон для випадкового зливу води.

Є багато різних моделей, спільним для всіх є приготування натуральної кави або інших напоїв. Відрізняються способами екстракції кави.
Кавоварки поділяються на:
- гейзерні (парові). Складаються з ємності для фільтрованої води, готового напою і меленої кави.
- краплинні (фільтраційні або американо). Пристрій має дві ємності — для води та готової кави.
- ріжкові[1]. Комплектуються спеціальною насадкою.
- комбіновані (об'єднані). Поєднують у собі роботу ріжкових і крапельних кавоварок.
- френч-прес. Складається з скляного жароміцного циліндра і поршня з металевим фільтром.

Окремим випадком є автоматичні кавоварки (кавові машини). Вони, крім заварювання, додатково перемелюють зерна кави, гріють воду та наливають в чашку.